# Phaeographis neotriconica
Phaeographis neotriconica är en lavart som beskrevs av A. W. Archer & Elix. Phaeographis neotriconica ingår i släktet Phaeographis och familjen Graphidaceae.   Inga underarter finns listade i Catalogue of Life.